# Vitrifikation
Vitrifikation eller förglasning är den process att konvertera ett material till ett glas-liknande fast tillstånd. Detta kan göras antingen genom att snabbt tillföra eller ta bort värme, eller genom att blanda med ett tillägg.
Nobelpriset i kemi 2017 belönade ett framgångsrikt vidareutvecklingsarbete från 1980-talet av elektronmikroskopi. I detta arbete ingick att vitrifiera vatteninnehållet i biologiska preparat för att på så sätt skydda dem från den kristallina frostsprängning som vid nedfrysning annars skulle förstöra det biologiska studieobjektet. Metoden benämns kryoelektronmikroskopi.